# Trannes
Trannes ist eine französische Gemeinde mit 198 Einwohnern (Stand: 1. Januar 2022) im Département Aube in der Region Grand Est. Sie gehört zum Kanton Vendeuvre-sur-Barse und zum Arrondissement Bar-sur-Aube. 
Sie ist umgeben von folgenden Nachbargemeinden:
|            | Juvanze                                     |             |
| Unienville | Kompassrose, die auf Nachbargemeinden zeigt | Éclance     |
| Jessains   |                                             | Bossancourt |

## Bevölkerungsentwicklung
| Jahr                      | 1962 | 1968 | 1975 | 1982 | 1990 | 1999 | 2008 | 2018 |
| ------------------------- | ---- | ---- | ---- | ---- | ---- | ---- | ---- | ---- |
| Einwohner                 | 248  | 203  | 160  | 149  | 153  | 190  | 263  | 230  |
| Quelle: Cassini und INSEE |      |      |      |      |      |      |      |      |

## Sehenswürdigkeiten
- Kirche Saint-Michel, Monument historique seit 1937

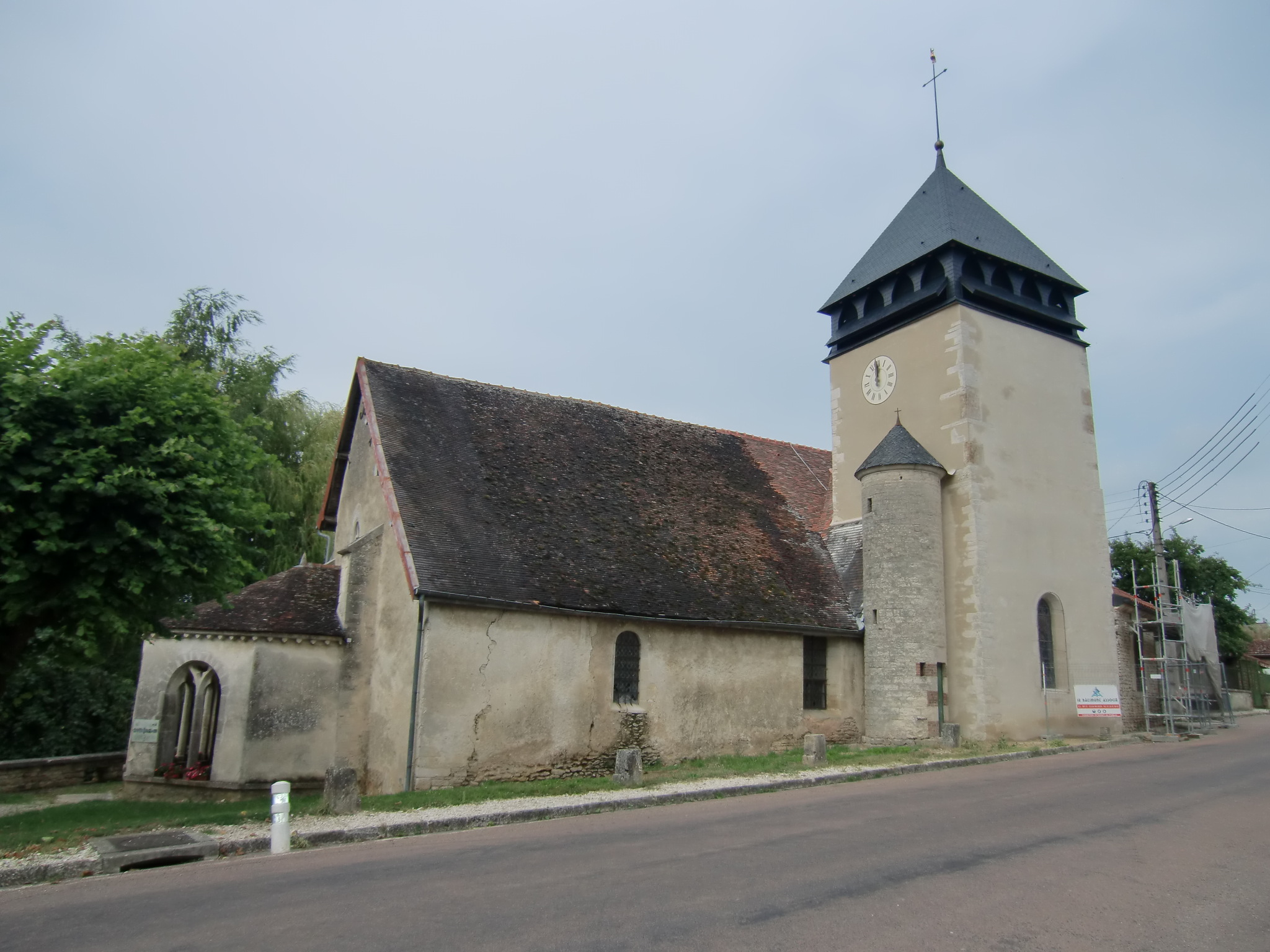
Kirche Saint-Michel